# Conistra nigra
Conistra nigra är en fjärilsart som beskrevs av Bang-haas 1907. Conistra nigra ingår i släktet Conistra och familjen nattflyn. Inga underarter finns listade i Catalogue of Life.